# Giancarlo Agazzi
Giancarlo Agazzi (Milano, 18 luglio 1933 – Milano, 26 settembre 1995) è stato un hockeista su ghiaccio e dirigente sportivo italiano.

## Carriera
Considerato uno dei migliori giocatori italiani di hockey su ghiaccio di tutti i tempi, ha militato in diverse squadre milanesi: Amatori Milano, Hockey Club Milano (anche quando entrò a far parte della polisportiva dell'FC Internazionale, divenendo Hockey Club Milano Inter), Hockey Club Milan Inter e Diavoli Hockey Club Milano.. L'unica parentesi giocata lontano dal capoluogo lombardo fu con la maglia dell'Hockey Club Torino.
Con la maglia della nazionale italiana esordì nel 1950, disputando poi 120 partite in azzurro, mettendo a segno 54 reti. In maglia azzurra ha partecipato a due edizioni dei Giochi Olimpici Invernali (Cortina d'Ampezzo 1956 ed Innsbruck 1964).
Sia nei club che in nazionale era spesso schierato coi compagni di linea Giampiero Branduardi e Edoardo Crotti, a formare quella che era stata soprannominata Linea ABC.
All'età di 31 anni si ritirò dall'hockey giocato, divenendo allenatore e dirigente.
L'Hockey Milano Rossoblu ha ritirato nel 2014 in suo onore la maglia numero 10.

## Palmarès
- Campionato italiano: 6

Hockey Club Milano Inter: 1950-1951, 1951-1952, 1953-1954, 1954-1955
Hockey Club Milan Inter: 1957-1958
Diavoli Hockey Club Milano: 1959-1960
- Coppa Spengler: 2

Hockey Club Milano Inter: 1953, 1954